# Cacholeira branca de Portalegre
A cacholeira branca de Portalegre IGP é um enchido português, da região do Alto Alentejo. Tem um aspeto semelhante a uma morcela, mas mais clara, devido à utilização de fígado de porco, como elemento de ligação, em substituição do sangue. O seu nome deriva da palavra cachola, que é usada para designar o fígado do porco.
Desde 27 de setembro de 1997, a "Cacholeira Branca de Portalegre" é uma Indicação Geográfica Protegida (IGP) pela União Europeia (UE).
Entre os seus ingredientes, contam-se pedaços de rim, baço, toucinho e diversas especiarias. É frequentemente utilizada como complemento do cozido alentejano.

## Área geográfica
A área geográfica de transformação da Cacholeira Branca de Portalegre IGP é delimitada, desde 1996, aos concelhos de Alter do Chão, Arronches, Avis, Campo Maior, Castelo de Vide, Crato, Elvas, Fronteira, Gavião, Marvão, Monforte, Nisa, Ponte de Sor, Portalegre e Sousel, todos do distrito de Portalegre.

## Agrupamento gestor
O agrupamento gestor da indicação geográfica protegida "Cacholeira Branca de Portalegre" é a NATUR-AL-CARNES - Agrupamento de Produtores Pecuários do Norte Alentejano, S.A..